# 82

82(팔십이)는 81보다 크고 83보다 작은 자연수다.

## 수학
- 합성수로, 그 약수는 1, 2, 41, 82이다. 진약수의 합은 44이므로, 82는 부족수다.
  - 27번째 반소수다. 앞의 반소수는 77, 다음 반소수는 85다.
- 4번째 십오각수다. 앞의 십오각수는 42, 다음은 135다.
- {\displaystyle 82=1^{2}+9^{2}}
  - 연속하는 두 구각수의 제곱합으로 나타낼 수 있는 가장 작은 수다. 이 성질을 지닌 다음 수는 657이다.
  - 연속하는 두 개의 중심있는 팔각수의 제곱합으로 나타낼 수 있는 가장 작은 수다. 이 성질을 지닌 다음 수는 706이다.

## 과학
- 납(Pb)의 원자번호.
- NGC 82: 안드로메다자리 방향에 있는 항성.

## 교통
- 고속도로
  - 유럽 고속도로 82호선: 포르투갈 마토지뉴스에서 스페인 토르데시야스까지 이어지는 유럽 고속도로.
- 국도 제82호선
  - 대한민국 82번 국도: 경기도 평택시에서 화성시까지 이어지는 대한민국의 국도.
  - 미국 82번 국도: 뉴멕시코주 앨라모고도에서 조지아주 브런즈윅까지 이어지는 미국의 국도.
- 기타 도로
  - 국가지원지방도 제82호선: 경기도 평택시 포승읍에서 강원특별자치도 평창군 평창읍까지 이어지는 대한민국의 국가지원지방도.
  - 현도 제82호선

## 군사
- U-82: 독일의 군용 잠수함. 제1차 세계 대전에 사용된 1916년제 모델(영어판)과 제2차 세계 대전에 사용된 1941년제 모델(영어판)이 있다.

## 문화유산
- 대한민국의 국보 제82호: 경주 감산사 석조아미타여래입상
- 대한민국의 보물 제82호: 강릉 대창리 당간지주
- 대한민국의 사적 제82호: 경주 천군동 사지

## 방송
- 스카이라이프의 하이라이트TV 채널 번호.
- 지니 TV의 동아TV 채널 번호.
- B tv의 월드클래식무비 채널 번호.
- U+ TV의 TV조선2 채널 번호.
- LG헬로비전과 B tv 케이블의 ENA 스토리 채널 번호.
- KT HCN의 NXT 채널 번호.

## 스포츠
- NBA와 NHL은 한 시즌 각 82경기를 치른다.

## 기타
- 날짜: 8월 2일
- 연도: 82년, 기원전 82년
- 대한민국의 국제전화 국가번호.